# Wettkampf der Waffenschmiede
Wettkampf der Waffenschmiede ist eine amerikanische Fernsehserie. Mit Stand September 2022 wurden 234 Folgen in 9 Staffeln abgedreht.
4 Schmiede fertigen jeweils eine vorgegebene Waffe; dann entscheidet eine dreiköpfige Jury, wer in die nächste Runde kommt. Der Sieger erhält 10.000 USD. Die Jury besteht aus J. Neilson, David Lain Baker und Doug Marcaida. Zudem sind ersatzweise auch Jason Knights oder der zehnfache Forged in Fire Sieger Ben Abbot in der Jury zu sehen. Moderiert wird die Sendung seit Staffel 8 von Grady Powell. Zuvor moderierte Will Willis. Die erste Folge wurde in den USA im Juni 2015 ausgestrahlt. Im deutschsprachigen Raum (DACH) wird die Serie derzeit (2024) von Kabel Eins, dessen Spartensender Kabel Eins Doku und von History übertragen.
Die Teilnehmer sind entweder professionelle Schmiede diverser Ausrichtungen oder Hobbyschmiede.
Der Wettkampf wird in drei Runden ausgetragen. In der ersten Runde wird ein Klingenrohling geschmiedet. Dabei handelt es sich meist um ein Messer nach Design der Schmiede, teils wird aber auch ein bestimmtes Design vorgegeben. Teilweise müssen auch andere Waffen wie Beile geschmiedet werden.
Für die Show werden den Schmieden dabei unterschiedliche Schwierigkeiten auferlegt. Teilweise werden bestimmte Anforderungen an das Werkstück gestellt, wie z. B. eine bestimmte Griffkonstruktion. Oft wird auch kein gewöhnlicher Flachstahl als Grundmaterial zur Verfügung gestellt, sondern die Kontrahenten müssen stattdessen eine Kugellagerkugeln verwenden oder die Zähne einer Kettensäge in ihren Stahl integrieren. Manchmal wird auch einfach nur ein schrottreifes Auto zur Verfügung gestellt und die Teilnehmer müssen ihr benötigtes Material selbst heraustrennen.
Nach dieser ersten Runde werden die Werkstücke von der Jury einer Sichtprüfung unterzogen und der Teilnehmer mit dem schlechtesten Ergebnis scheidet aus. In der zweiten Runde muss der Rohling zu einem vollständigen Messer weiterverarbeitet werden, indem ein Griff angebracht wird, die Klingenform vollendet und die Schneide geschärft wird. Die Wahl des Griffmaterial obliegt meist den Teilnehmern, oft wird stabilisiertes Holz oder Micarta  verwendet. Für die ersten beiden Runden haben die Kontrahenten meistens jeweils drei Stunden Zeit. Bei besonders anspruchsvollen Herausforderungen wird die Zeit oft erhöht.
Anschließend werden die Messer der drei verbliebenen Teilnehmer unter teilweise extremen Bedingungen getestet. Üblicherweise wird die Belastbarkeit und anschließend die Schärfe getestet. Für die Belastbarkeit u. a. auf ein Stahlfass eingestochen oder auf einen massiven Eisblock eingeschlagen. Dabei soll die Waffe trotzdem scharf bleiben und kein katastrophalen Fehler wie einen Klingenbruch erleiden. Die Schärfe wird an diversen Materialien wie Tatami-Matten oder Feuerwehrschläuchen durchgeführt. Die Ergebnisse der Tests, aber auch der Komfort des Griff und die gesamte Optik wird bewertet. Wieder scheidet der Teilnehmer mit dem schlechtesten Ergebnis aus.
In der dritten Runde müssen die zwei verbliebenen Teilnehmer eine bestimmte historische Waffe schmieden. Diese unterscheidet sich in jeder Folge, oft sind es Klingenwaffen. Geschmiedet werden diese Waffen in den heimischen Schmieden der Teilnehmer innerhalb von fünft Tagen. Anschließend werden die Waffen erneut Tests unterzogen und bewertet. Der Teilnehmer mit der besten Waffe gewinnt und erhält einen Preis von 10.000 Dollar.
Neben dem normalen Format werden Sonderformate ausgetragen. So kämpfen Gewinner früher Sendungen gegeneinander um den Titel Champion of Champions oder Schmiede unterschiedlicher Fachrichtungen (Plattner, Hufschmied, Kunstschmied etc.) treten gegeneinander an.

## Beispiele
Husarensäbel, Azande-Speer, Faschinenmesser, Karabela, Higonokami, Glefe, Nagamaki, Klewang, Kilidsch, Katana, Wakizashi, Kopis, Entermesser, Kris, Ringmesser oder Saufeder.
Seltener werden auch heute noch aktuelle Kalte Waffen wie das von den Gurkha verwendete Khukuri oder das KA-BAR der amerikanischen Armee angefertigt.